# Abdul Rahman Al Ghafiqi
Abdul Rahman Al Ghafiqi eller bare Abd ar-Rahman var en maurisk hærfører fra den yemenitiske klan, der sammen med mange af sine mænd omkom ved slaget ved Poitiers i 732.
Det er uklart hvorvidt det var en del af en større arabisk invasionsplan at gå over Pyrenæerne til Frankerriget, men i hvert fald nåede han at besejre en mindre fransk hær og ødelægge byen Bordeaux før den frankiske rigshovmester Karl Martell kunne gøre det af med ham og hans hær.